# Antes del atardecer
Antes del atardecer (Before Sunset) es una película de 2004 dirigida por Richard Linklater. Es la secuela de Antes del amanecer del mismo director. Entre una película y otra pasaron 9 años, los mismos que transcurren en la narración. No sólo atrae el romanticismo de la historia, sino también los diálogos sobre temas diversos, ya desarrollados en la primera película, pero ahora tratados con mayor madurez por los personajes: política, religión, matrimonio, sueños. La película  Before Midnight (2013) es secuela de este filme.

## Argumento

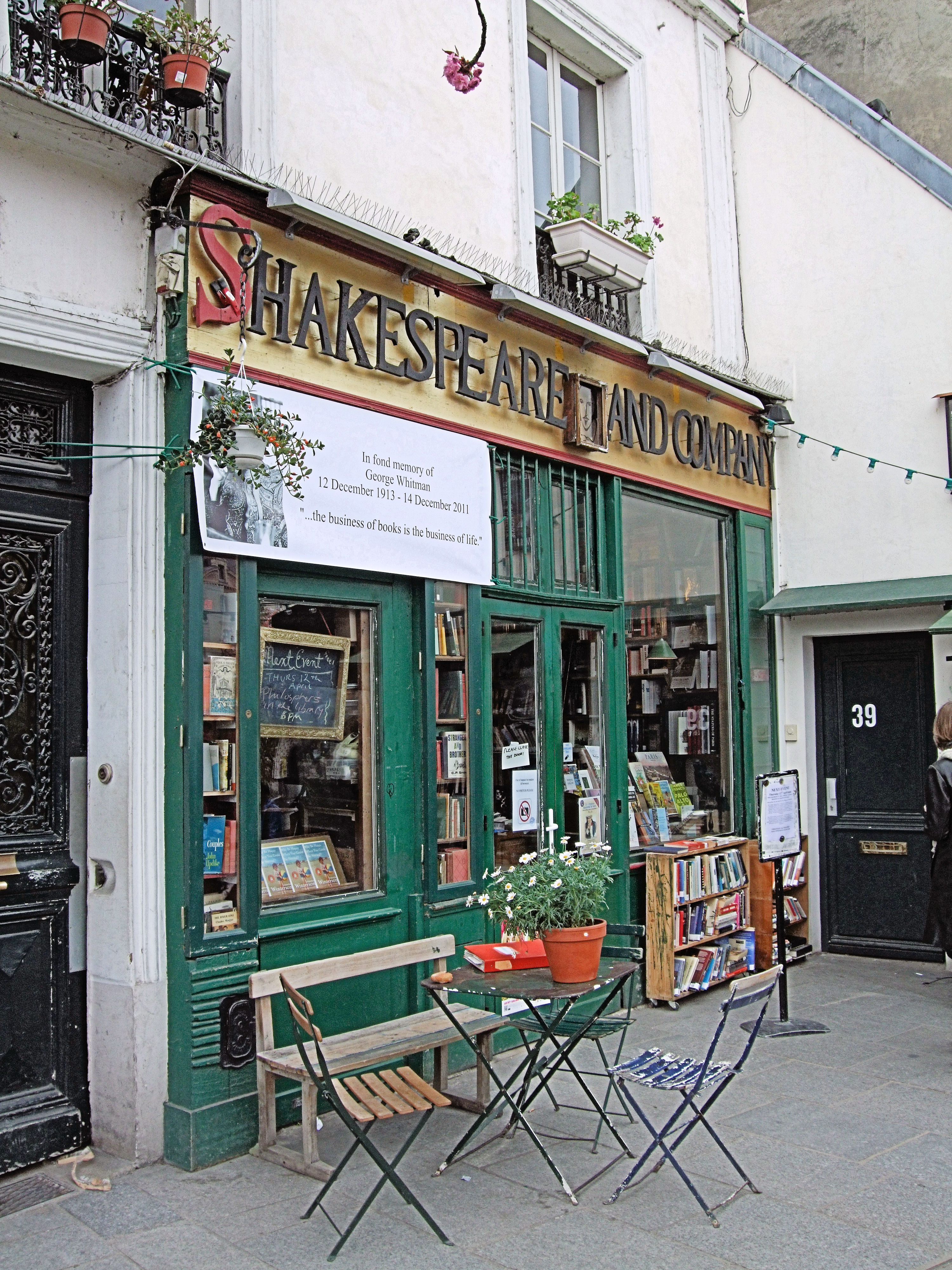
La librería Shakespeare and Company (Skakespeare y Compañía) fue una de las localizaciones de Antes del atardecer

Nueve años han pasado desde el encuentro de Jesse y Celine en Viena (película Antes del amanecer). Jesse se ha convertido en un escritor exitoso, Celine en una ecologista militante. Mientras que Jesse responde a una entrevista y firma dedicatorias en una librería anglófona de París, Celine aparece; se da a entender que el libro que Jesse ha escrito es sobre su encuentro con Celine hace nueve años en Viena. Jesse y Celine deciden pasear por las calles de París. Al principio, hay cierto resentimiento e incomodidad porque Jesse sí asistió a la cita acordada seis meses después de su primer encuentro, pero Celine no se presentó. Ella explica que tuvo que asistir al entierro de su abuela, la misma a la que fue a visitar a Budapest. En nueve años, muchas cosas han pasado, Jesse se ha casado y ahora es padre. Celine trabaja como responsable de proyectos humanitarios por la India, aunque está afincada en París, donde tiene un novio. Después de empezar a hablar sobre diversos temas, como en la película anterior, la apariencia de éxito empieza a desvanecerse, Jesse y Celine revelan poco a poco sus debilidades. Primero Jesse, infelizmente casado y todavía enamorado de Celine, luego Celine, incapaz de mantener una pareja estable, y su novio que viaja todo el tiempo; hacia el final de la película, hay una escena en que explota todo lo que había ido guardando hasta el momento.
En la recta final de la película, Celine lleva a Jesse hasta su piso y éste le pide permiso para subir, aunque sea un rato, para que le cante una canción. Jesse tiene que partir prontamente para seguir con su gira del libro, sin embargo lo ha pospuesto todo el día por estar en compañía de Celine. Por primera vez en la película, en que los dos no han parado de hablar, tienen su primer gran silencio al subir la escalera de caracol. En el piso, Celine acepta tocar una canción con la guitarra, un vals cuya letra indica claramente sus sentimientos hacia la noche que vivieron en Viena. Se levanta y prepara un té. Jesse pone un disco de Nina Simone, "Just in time". Celine empieza a bailar y a imitar a la cantante en el escenario, con su peculiar manera de dirigirse al público en mitad de las canciones. Jesse, sentado en el sofá, la mira con una sonrisa de felicidad. 
Después de mirarse, la película finaliza con Celine siguiendo su imitación de Nina Simone y le dice «Bebé... vas a perder tu vuelo». Jesse le contesta, emocionado y feliz, «Ya lo sé». Se ríe mientras Celine sigue bailando.

## Premios y nominaciones
- Premios Empire (GB) a la mejor actriz: Julie Delpy (2004)
- Nominación al Oso de Oro del Festival Internacional de Cine de Berlín (2004)
- Nominación a Premios Cóndor de Plata (ARG) a la Mejor película extranjera en idioma no español (2004)
- Nominación al premio del Sindicato de guionistas de Estados Unidos al mejor guion (2004)
- Nominación a los Premios Independent Spirit al mejor guion (2005)
- Nominación al Oscar al mejor guion adaptado (2005)
- Premio del Círculo de Críticos de Cine de San Francisco (2005)